# Krupský potok (přítok Rokytky)
Krupský potok je pravostranný přítok potoka Rokytky na rozhraní okresů Česká Lípa a Mladá Boleslav a krajů Libereckého a Středočeského. Délka toku činí zhruba 2 km a plocha povodí je 29,17 km². Potok napájí Krupský rybník.

## Historie a současnost toku
Současná přibližná poloha pramene bývá spíše při dolním konci obce Dolní Krupá. Po krátké vzdálenosti potok napájí Krupský rybník. Krupský potok je sezónního charakteru, je velmi závislý na množství srážek a hladině spodní vody, tzn. jeho délka je dosti proměnlivá, koryto však vede přes celé území Dolní Krupé a je připraveno i na zachycení dešťové vody. 
Dřívější délka toku byla mnohem delší, jelikož pramen se nacházel již u Krupského dvora (délka toku 9 km), součásti dnes zaniklé obce Horní Krupá, potok tak spojoval Horní Krupou s Dolní. V sudetské oblasti Horní Krupé byl potok místně nazýván Mlýnský potok (Mühlbach) kvůli tehdejší existenci zdejšího mlýna. Mimo Horní Krupou se potoku tehdy říkalo, a takto byl zakreslen i na starých mapách, Klokočka (Klokotschka Bach), protože se tím myslel tok od krupského pramene nejen k soutoku s Rokytkou, ale mnohem dál přes navazující známý pramen Klokočka, až po ústí Rokytky do Bělé (celková délka činila 17 km). V poválečných letech došlo k přejmenování na dnešní název Krupský potok pro úsek od pramene po soutok s Rokytkou, a pod tímto názvem je dnes i oficiálně veden. Krupský potok tekoucí krupským údolím postupně vysychal a jeho délka se notně zkrátila, resp. tok přestal být souvislý, v lepším případě začínal někde v Dolní Krupé, v horším případě vůbec nebyl na povrchu patrný. 
Průtok celého úseku od zaniklé Horní Krupé byl možný jen během silných dešťů. Dnes je koryto již znovu částečně vyčištěno a prohloubeno. Nejhornější úsek toku od původního pramene u Krupského dvora dlouhý asi 1 km, tedy to, čemu se říkalo Mlýnský potok, zůstává při průměrné míře srážek stále vodný, nachází se však v oplocené oboře Židlov. Pěší přístup přes oplocení umožňují stabilní žebříky. Vjezd motorovým vozidlem není mimo lesní personál možný. Bažiny a rybníčky na potoku slouží jako napajedlo. Odtok z Krupského rybníka u Dolní Rokyté vzápětí ústí již do samotné Rokytky, resp. do jejího horního toku, jemuž paradoxně dodává drtivou většinu vody, jelikož toto je ještě slabší tok.

## Krupský rybník
Krupský rybník (zatopená plocha 3 ha, objem vody 36 000 m³) má kromě Krupského potoka i jiné zdroje vody v podobě přilehlých pramenů na březích i pod rybníkem, je to tedy kombinace průtočného i pramenného typu rybníka. Vydatnost pramenů je čistě závislá na hladině spodní vody, která bývá dosti kolísající. Stejně jako např. v poválečné době, trpěl rybník i v první dekádě 21. století po období sucha velkým úbytkem vody, postupně bezmála vyschl a zarostl vegetací. V druhé polovině roku 2011 se však přilehlé prameny obnovily a rybník byl od té doby naplněný a svým odtokem opět zásoboval i horní tok Rokytky.

## Fotogalerie

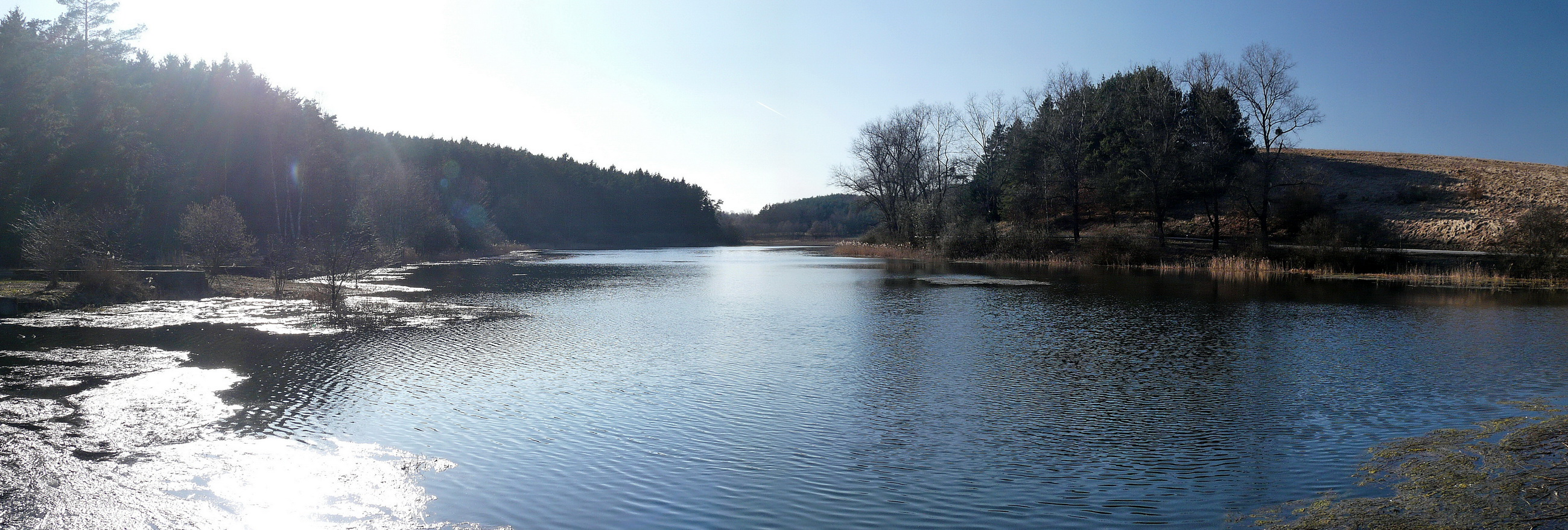
Krupský rybník

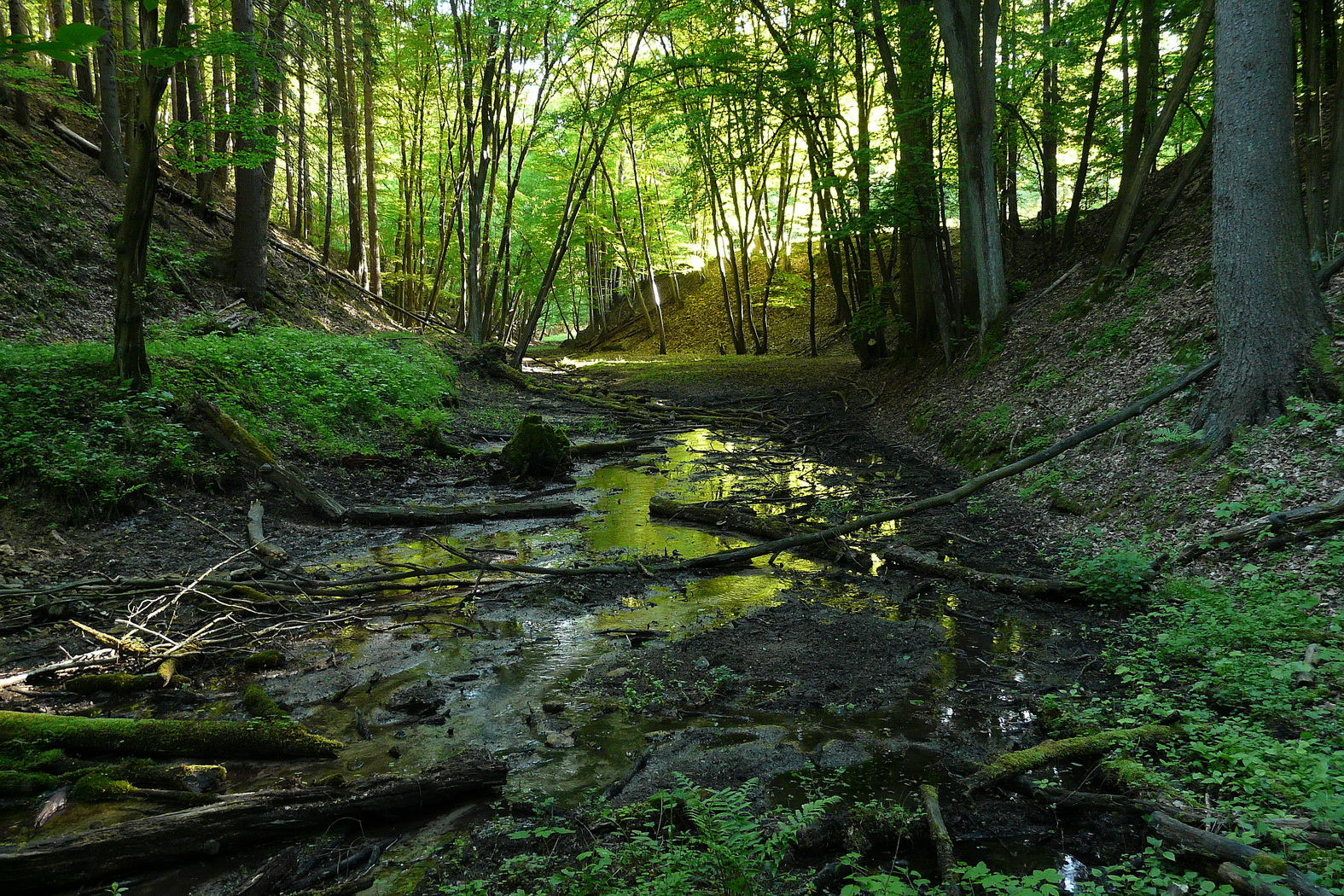
Krupský potok u bývalé Horní Krupé
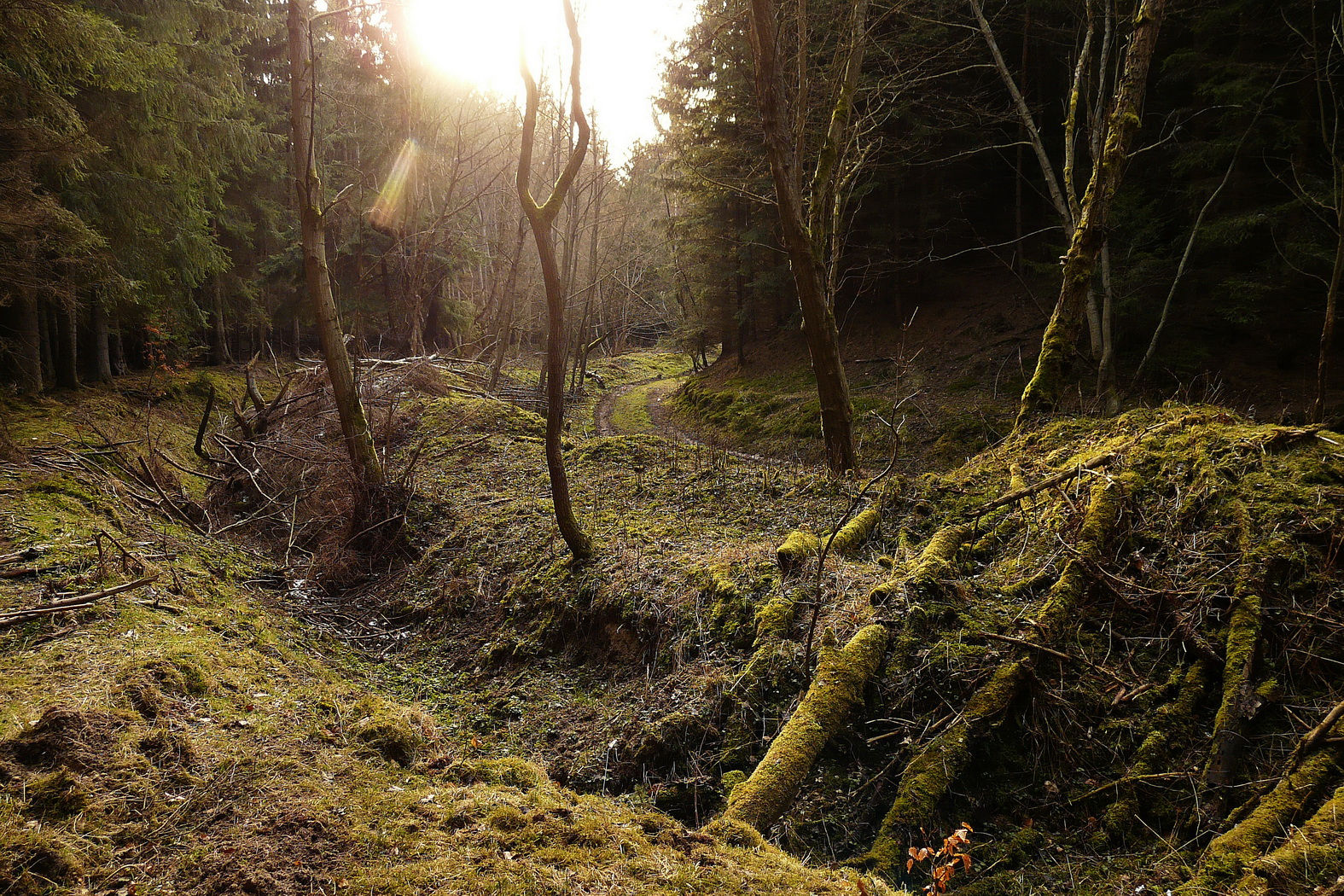
Vyschlé koryto Krupského potoka za bývalou Horní Krupou
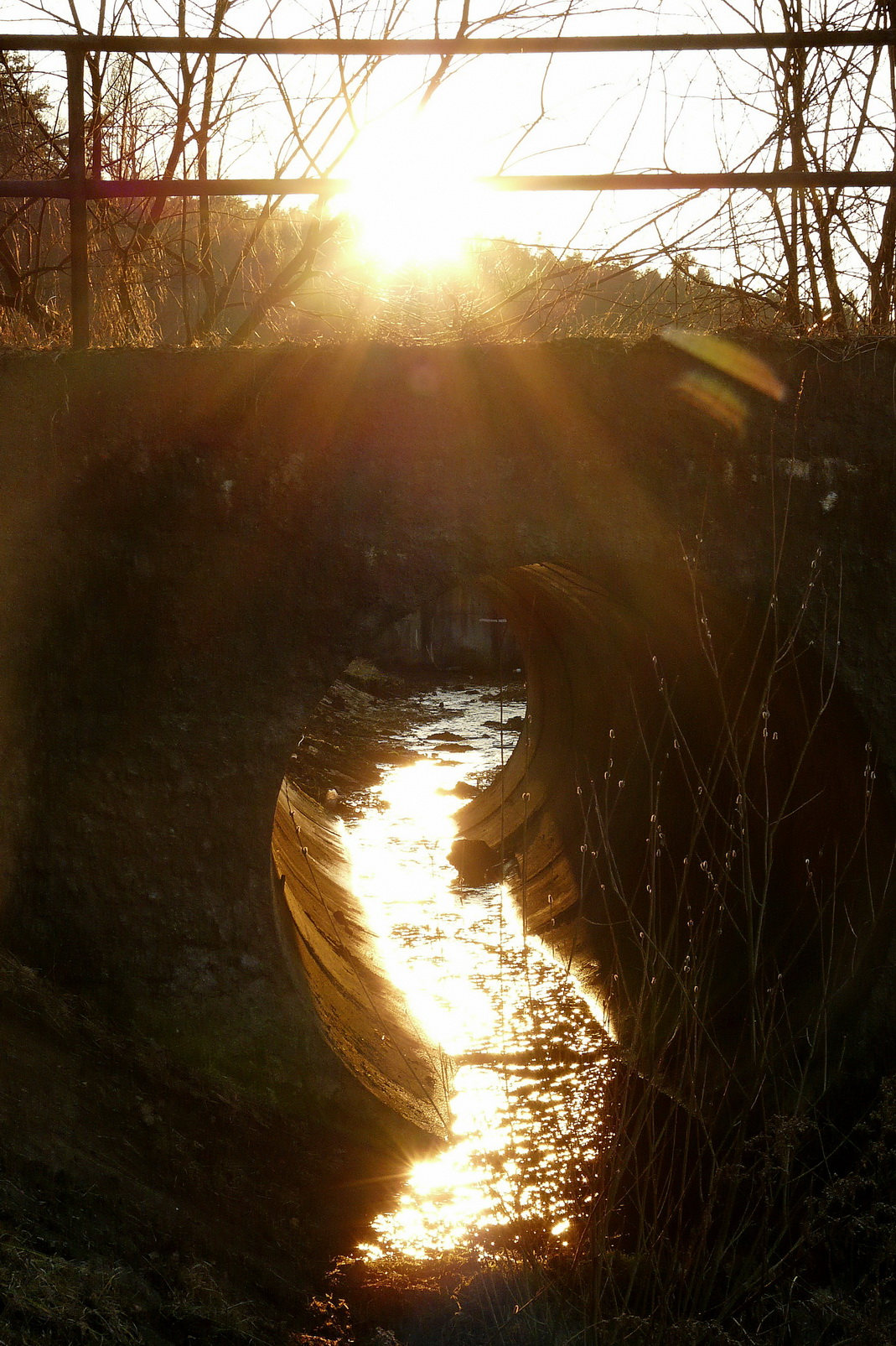
Krupský potok odtékající z Krupského rybníka